# Zapornia flavirostra
La gallinella nera, rallo nero o schiribilla nera africana (Zapornia flavirostra Swainson, 1837) è un uccello della famiglia dei Rallidi originario dell'Africa subsahariana.

## Descrizione
La gallinella nera misura 19–23 cm di lunghezza; ha una coda corta e lunghe dita. Come si può facilmente intuire dal nome, gli esemplari adulti hanno il piumaggio quasi tutto nero, con dei riflessi bruno-oliva sulle ali e le regioni superiori difficilmente distinguibili in natura. L'iride è rossa, il becco è giallo (da cui il nome specifico flavirostra) e le zampe e i piedi sono rossi, di una tonalità meno intensa al di fuori della stagione della nidificazione.
I sessi sono simili, ma il maschio è leggermente più grande. Quasi tutti i maschi, ma solo il 10% delle femmine, possiedono un prolungamento uncinato sul ramo superiore del becco. Gli esemplari immaturi hanno le regioni superiori marroni e la testa e le regioni inferiori di colore grigio scuro; hanno il becco giallo-verdastro e zampe e piedi di un rosso spento. I pulcini sono ricoperti di piumino nero, come quelli di tutti i Rallidi.
Il richiamo principale della gallinella nera è costituito da un duetto che inizia con un chiacchiericcio gutturale, krrrok-kraaaa. Il richiamo di risposta è un coo-crr-COO simile al tubare di una tortora.

## Distribuzione e habitat
La gallinella nera nidifica in quasi tutta l'Africa subsahariana, a eccezione delle regioni troppo aride. Nelle zone del suo areale soggette a periodi di siccità intraprende spostamenti stagionali.
L'habitat di questa specie comune e numerosa è costituito da paludi d'acqua dolce di ogni tipo, ovunque vi sia della vegetazione vicina che offra riparo. Molti Rallidi sono molto riservati, ma la gallinella nera viene avvistata spesso su terreni aperti. Ha tratto notevole beneficio da attività umane come la deforestazione, e viene cacciata solo di rado a causa delle sue carni dal sapore sgradevole.

## Biologia

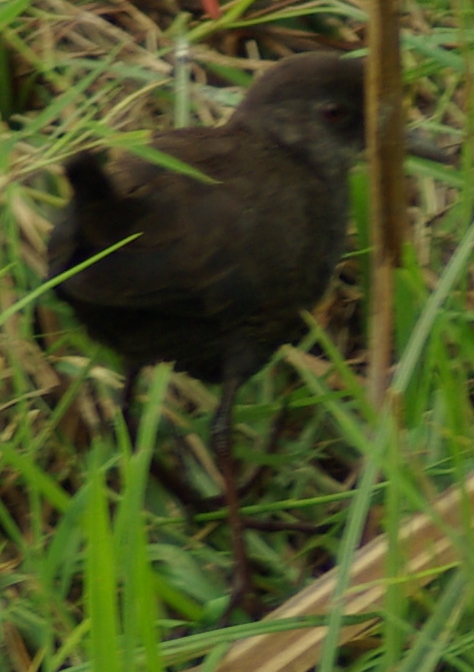
Un pulcino.

### Alimentazione
La gallinella nera è un animale diurno e piuttosto confidente, che si spinge spesso in cerca di cibo nei pressi degli insediamenti umani o sul terreno aperto. Si nutre di una vasta gamma di invertebrati, piccoli pesci, rane e semi. Mangia anche uova di altri uccelli e carogne. Foraggia sul terreno o si arrampica sulle canne per raggiungere prede come gli insetti volanti.
Talvolta si appollaia anche sul dorso di ippopotami e facoceri per rimuovere i parassiti.

### Riproduzione
Durante la stagione della nidificazione la gallinella nera diviene estremamente aggressiva e può attaccare uccelli di molte altre specie, ma generalmente altri Rallidi. È addirittura in grado di assalire e uccidere altri Rallidi delle sue stesse dimensioni.
Il nido è costituito da una profonda struttura sferica ben ordinata fatta di piante acquatiche e costruita da entrambi i sessi tra la vegetazione palustre o sul terreno, in un luogo asciutto. Talvolta può essere costruito anche tra i rami di un arbusto, fino a 3 m di altezza.
Le uova, in numero di due-sei, solitamente tre, sono color crema o bianche, con macchie marroni o castane. Entrambi i genitori, talvolta assistiti dai giovani delle covate precedenti, le covano per 13-19 giorni. I pulcini, precoci, lasciano il nido entro 1-3 giorni, ma vengono nutriti dai genitori e dai loro «aiutanti» per alcune settimane. Si involano a 5-6 settimane e divengono pienamente indipendenti a 6-12 settimane.